# 天主教布卡拉曼加總教區
天主教布卡拉曼加總教區（拉丁語：Arcidioecesis Bucaramanguensis）是哥倫比亞一個羅馬天主教總教區，下轄四個教區。
教區成立於1952年12月17日，1974年12月14日升為總教區。
總教區包括桑坦德省北部，2004年有教友1,343,760人，佔轄區總人口97.6%。教區下轄105個堂區，有244名司鐸。現任教區總主教為伊斯馬爾·魯埃達·佘拉。